# Pręciki (anatomia)
Pręciki – światłoczułe receptory (fotoreceptory) na siatkówce oka, odpowiadające za postrzeganie kształtów i ruchu. 

Względna absorpcja światła czopków (K, Ś, D) i pręcików (Pr) przez ludzkie oko (uwaga: skala długości fali nie jest liniowa)

Pręciki umożliwiają czarno-białe widzenie przy słabym oświetleniu (nie dają one jednak tak dokładnych obrazów jak czopki) – jest to tak zwane widzenie skotopowe (natomiast czopki pozwalają na widzenie fotopowe). Pręcik jest około 100 razy bardziej czuły na światło niż czopek i może zareagować nawet na pojedynczy foton. Sygnały z wielu pręcików są zbierane i wzmacniane w pojedynczych interneuronach, co powoduje mniejszą rozdzielczość widzianego obrazu. Drugim z efektów jest duża czułość w wykrywaniu poruszających się obiektów, co umożliwia postrzeganie „kątem oka”. 
Na siatkówce ludzkiego oka znajduje się około 100 milionów pręcików, głównie na jej obrzeżach. Eksperymenty (przeprowadzone między innymi przez George'a Walda) pokazały, że pręciki są bardziej czułe na światło niebieskie niż na czerwone, co powoduje w ciemności tak zwane zjawisko Purkiniego.

## Reakcja na światło
Aktywacja komórki fotoreceptorowej polega na hiperpolaryzacji jej błony komórkowej. Bez stymulacji, czopki i pręciki spontanicznie depolaryzują się i uwalniają neuroprzekaźnik (którym jest kwas glutaminowy). Depolaryzacja zachodzi, ponieważ w ciemności komórki te uzyskują stosunkowo wysokie stężenie cGMP, które otwiera kanały jonowe. Dodatnie ładunki przedostają się do komórki, zmniejszając gradient elektrochemiczny i powodując uwolnienie neurotransmitera.
Padające światło jest absorbowane przez pigment rodopsynę, której cząsteczka zmienia w wyniku tego kształt. W zmienionym kształcie rodopsyna aktywuje regulatorowe białka, które przekształcają cGMP w GMP, umożliwiając zamknięcie się kanałów jonowych. Ponieważ jedna cząsteczka rodopsyny może aktywować setki cząsteczek białek, a te mogą przekształcić formę tysięcy cGMP, odpowiedź nawet na jeden foton może być bardzo silna.

### Porównanie właściwości czopków i pręcików u człowieka
| Pręciki                                                       | Czopki                                                                            |
| ------------------------------------------------------------- | --------------------------------------------------------------------------------- |
| widzenie nocne                                                | widzenie dzienne                                                                  |
| średnio 90 milionów (77,9–107,3 miliona)                      | średnio 4,5 miliona (4,08–5,29 miliona)                                           |
| chromoproteina (pigment): rodopsyna                           | chromoproteina (pigment): jodopsyna                                               |
| jeden typ światłoczułego barwnika                             | trzy typy światłoczułego barwnika (u ludzi)                                       |
| bardzo duża czułość                                           | niewielka czułość                                                                 |
| czułość na światło rozproszone                                | czułość tylko na światło bezpośrednie                                             |
| mała ostrość                                                  | wysoka ostrość (lepsza rozdzielczość)                                             |
| wolna reakcja na światło                                      | szybka reakcja na światło                                                         |
| Ich brak powoduje ślepotę zmierzchową.                        | Ich brak powoduje ślepotę.                                                        |
| Zawierają więcej pigmentu, dlatego wykrywają słabsze światło. | Zawierają mniej pigmentu, dlatego potrzebują więcej światła do tworzenia obrazów. |